# Municipio de Forest (condado de Genesee)
El municipio de Forest (en inglés: Forest Township) es un municipio ubicado en el condado de Genesee en el estado estadounidense de Míchigan. En el año 2010 tenía una población de 4702 habitantes y una densidad poblacional de 50,21 personas por km².

## Geografía
El municipio de Forest se encuentra ubicado en las coordenadas 43°10′38″N 83°31′39″O / 43.17722, -83.52750. Según la Oficina del Censo de los Estados Unidos, el municipio tiene una superficie total de 93.64 km², de la cual 92,46 km² corresponden a tierra firme y (1,26 %) 1,18 km² es agua.

## Demografía
Según el censo de 2010, había 4702 personas residiendo en el municipio de Forest. La densidad de población era de 50,21 hab./km². De los 4702 habitantes, el municipio de Forest estaba compuesto por el 97,68 % blancos, el 0,45 % eran afroamericanos, el 0,49 % eran amerindios, el 0,09 % eran asiáticos, el 0,38 % eran de otras razas y el 0,91 % eran de una mezcla de razas. Del total de la población el 1,64 % eran hispanos o latinos de cualquier raza.